# Seconde augmentée

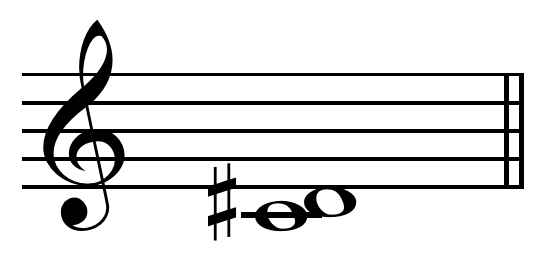
Une seconde augmentée do-ré dièse.

En musique, une seconde augmentée est une seconde rehaussée d'un demi-ton, produisant un intervalle de trois demi-tons, par exemple do-ré dièse. Dans un tempérament égal à douze demi-tons (gamme tempérée), la seconde augmentée est l'équivalent enharmonique de la tierce mineure. Les secondes augmentées sont présentes dans la gamme mineure harmonique.